# Liste des ponts de Centre-Val de Loire protégés aux monuments historiques
 (mai 2025).
Cet article recense les ponts protégés aux monuments historiques en Centre-Val de Loire, en France.

## Liste
| Édifice                                | Département    | Commune                                | Coordonnées                      | Notice                                       | Protection        | Illustration                           |
| -------------------------------------- | -------------- | -------------------------------------- | -------------------------------- | -------------------------------------------- | ----------------- | -------------------------------------- |
| Pont Vieux de Culan                    | Cher           | Culan                                  | 46° 32′ 39″ nord, 2° 21′ 08″ est | « PA00096784 »                               | Inscrit MH (1986) | Pont Vieux de Culan                    |
| Pont Saint-Hilaire                     | Eure-et-Loir   | Chartres                               | 48° 26′ 41″ nord, 1° 29′ 38″ est | « PA00097016 »                               | Inscrit MH (1925) | Pont Saint-Hilaire                     |
| Pont de la Bellassière                 | Eure-et-Loir   | Crécy-Couvé, Saulnières                | 48° 39′ 44″ nord, 1° 16′ 58″ est | « PA00125351 » « PA00125355 »                | Inscrit MH (1993) | Pont de la Bellassière                 |
| Pont de Noailles                       | Eure-et-Loir   | Lormaye                                | 48° 38′ 24″ nord, 1° 32′ 25″ est | « PA00097136 »                               | Inscrit MH (1984) | Pont de Noailles                       |
| Vestiges du Pont-Perrin                | Indre          | Châteauroux, Déols                     | 46° 49′ 30″ nord, 1° 41′ 54″ est | « PA36000030 » « PA36000033 »                | Inscrit MH (2011) | Image manquante Téléverser             |
| Viaduc de l'Auzon                      | Indre          | Cluis                                  | 46° 32′ 34″ nord, 1° 43′ 54″ est | « PA36000053 »                               | Inscrit MH (2023) | Viaduc de l'Auzon                      |
| Pont aux Laies                         | Indre          | La Châtre                              | 46° 34′ 47″ nord, 1° 59′ 30″ est | « PA00097315 »                               | Inscrit MH (1935) | Pont aux Laies                         |
| Pont couvert du Pont-Chrétien-Chabenet | Indre          | Le Pont-Chrétien-Chabenet              | 46° 37′ 48″ nord, 1° 28′ 34″ est | « PA00097495 »                               | Classé MH (1992)  | Pont couvert du Pont-Chrétien-Chabenet |
| Pont de l'Isle Auger                   | Indre-et-Loire | Tours                                  | 47° 09′ 57″ nord, 0° 59′ 30″ est | « PA00097625 »                               | Inscrit MH (1927) | Pont de l'Isle Auger                   |
| Arche du Pin                           | Indre-et-Loire | Joué-lès-Tours                         | 47° 21′ 46″ nord, 0° 39′ 57″ est | « PA00097793 »                               | Inscrit MH (1964) | Arche du Pin                           |
| Pont Wilson                            | Indre-et-Loire | Tours                                  | 47° 23′ 57″ nord, 0° 41′ 08″ est | « PA00098263 »                               | Inscrit MH (1926) | Pont Wilson                            |
| Pont Jacques-Gabriel                   | Loir-et-Cher   | Blois                                  | 47° 35′ 07″ nord, 1° 20′ 15″ est | « PA00098391 »                               | Inscrit MH (1937) | Pont Jacques-Gabriel                   |
| Ponts Chartrains                       | Loir-et-Cher   | Blois, Saint-Gervais-la-Forêt, Vineuil | 47° 34′ 05″ nord, 1° 20′ 33″ est | « PA41000037 » « PA41000039 » « PA41000041 » | Inscrit MH (2006) | Ponts Chartrains                       |
| Pont sur le Loir                       | Loir-et-Cher   | Lavardin                               | 47° 44′ 36″ nord, 0° 53′ 05″ est | « PA00098464 »                               | Inscrit MH (1926) | Pont sur le Loir                       |
| Pont-levis de Mennetou-sur-Cher        | Loir-et-Cher   | Mennetou-sur-Cher                      | 47° 16′ 07″ nord, 1° 51′ 57″ est | « PA41000068 »                               | Inscrit MH (2013) | Pont-levis de Mennetou-sur-Cher        |
| Pont sur le Cosson                     | Loir-et-Cher   | Saint-Gervais-la-Forêt                 | 47° 34′ 30″ nord, 1° 21′ 10″ est | « PA00098580 »                               | Inscrit MH (1946) | Image manquante Téléverser             |
| Arche des Grands Prés                  | Loir-et-Cher   | Vendôme                                | 47° 47′ 33″ nord, 1° 04′ 10″ est | « PA00098634 »                               | Inscrit MH (1926) | Arche des Grands Prés                  |
| Pont-canal de Briare                   | Loiret         | Briare, Saint-Firmin-sur-Loire         | 47° 37′ 55″ nord, 2° 44′ 13″ est | « PA00098723 » « PA00099005 »                | Inscrit MH (1976) | Pont-canal de Briare                   |
| Pont du Gril de Corbelin               | Loiret         | Griselles                              | 48° 04′ 43″ nord, 2° 49′ 10″ est | « PA00098791 »                               | Inscrit MH (1929) | Pont du Gril de Corbelin               |
| Passerelle de la Marolle               | Loiret         | Montargis                              | 47° 59′ 41″ nord, 2° 44′ 07″ est | « PA45000014 »                               | Inscrit MH (1999) | Passerelle de la Marolle               |
| Pont George-V                          | Loiret         | Orléans                                | 47° 53′ 48″ nord, 1° 54′ 15″ est | « PA00098975 »                               | Inscrit MH (1926) | Pont George-V                          |